# Ken Park
Ken Park är en dramafilm från 2002. Filmmanuset skrevs av Harmony Korine, som byggde det på Larry Clarks dagböcker och berättelser. Filmen regisserades av Larry Clark och Ed Lachman. Clark försökte ursprungligen själv skriva manuset, men lyckades inte åstadkomma ett resultat som han var nöjd med och anställde därför Harmony Korine. Clark använde det mesta av Korines manus men valde att skriva om slutet. 

## Handling
Filmen börjar med Ken Parks självmord vid en lokal skateboardpark. Filmen presenterar fyra vänner: Shawn, Tate, Peaches, och Claude. I filmen presenteras deras interaktion med deras familjer (eller frånvaron av denna), och deras vänner i ett dysfunktionellt samhälle. Filmen behandlar kontroversiella ämnen såsom sexualitet, sexuell experimentation, incest, tonårssjälvmord, och till viss del även mord. Filmen innehåller även scener som innefattar drickande och rökande av minderåriga, samt även användande av droger. 

## Om filmen
Ken Park är en film som blivit både älskad och hatad, främst för de vågade sexscenerna där sexscenerna sker på riktigt samt det grova språket. Tonen är genomgående dyster och skildrar ungdomarna och deras familjeproblem i 2000-talets samhälle.
Clark förklarar att han ville bryta det tabu som funnits med nakna kroppar i filmens värld, inte minst kopplat till mäns kroppar. I Australien förbjöds filmen. I Sverige fick man ta ner affischen från tunnelbanan då den ansågs vara alldeles för vågad.
Den riktiga Ken Park var en professionell skejtare på 1980-talet.

## Rollista
| Adam Chubbuck       | – Ken Park           |
| James Bullard       | – Shawn              |
| Seth Gray           | – Shawn's Brother    |
| Eddie Daniels       | – Shawn's Mother     |
| Zara McDowell       | – Zoe                |
| Maeve Quinlan       | – Rhonda             |
| Stephen Jasso       | – Claude             |
| Wade Williams       | – Claude's Father    |
| Tiffany Limos       | – Peaches            |
| Julio Oscar Mechoso | – Peaches' Father    |
| James Ransone       | – Tate               |
| Patricia Place      | – Tate's Grandmother |
| Amanda Plummer      | – Claude's Mother    |
| Mike Apaletegui     | – Curtis             |
| Harrison Young      | – Tate's Grandfather |